# Comité Olímpico Nacional de la República de Tayikistán
El Comité Olímpico Nacional de la República de Tayikistán (CON) es un organismo de gobierno deportivo que se estableció en 1992 para gestionar las actividades de Tayikistán en relación con los Juegos Olímpicos. La oficina del CON está ubicada en el centro de la ciudad, en la calle Aini en Dusambé.
El actual Comité Olímpico Nacional de Tayikistán está encabezado por Bakhrullo Radzhabaliev (Presidente) y Shirinjon Mamadsafoev (Secretario General).
Tayikistán debutó como nación independiente en los Juegos Olímpicos de 1996 en Atlanta, Estados Unidos. Los Juegos Olímpicos de Pekín 2008 fue la cuarta aparición del país en los Juegos Olímpicos y su primera medalla olímpica, con Rasul Boqiev ganando la medalla de bronce en Judo en la categoría de menos de 73 kg y Yusup Abdusalomov ganando la medalla de plata en lucha libre estilo libre categoría 84 kg.